# パトリック・ベイリー
パトリック・ベイリー（Patrick Bailey, 1999年5月29日 - ）は、アメリカ合衆国ノースカロライナ州グリーンズボロ出身のプロ野球選手（捕手）。右投両打。MLBのサンフランシスコ・ジャイアンツ所属。

## 経歴

### プロ入り前
高校時代に2017年のMLBドラフト37巡目（全体1096位）でミネソタ・ツインズから指名されたが、契約せずにノースカロライナ州立大学へ進学した。

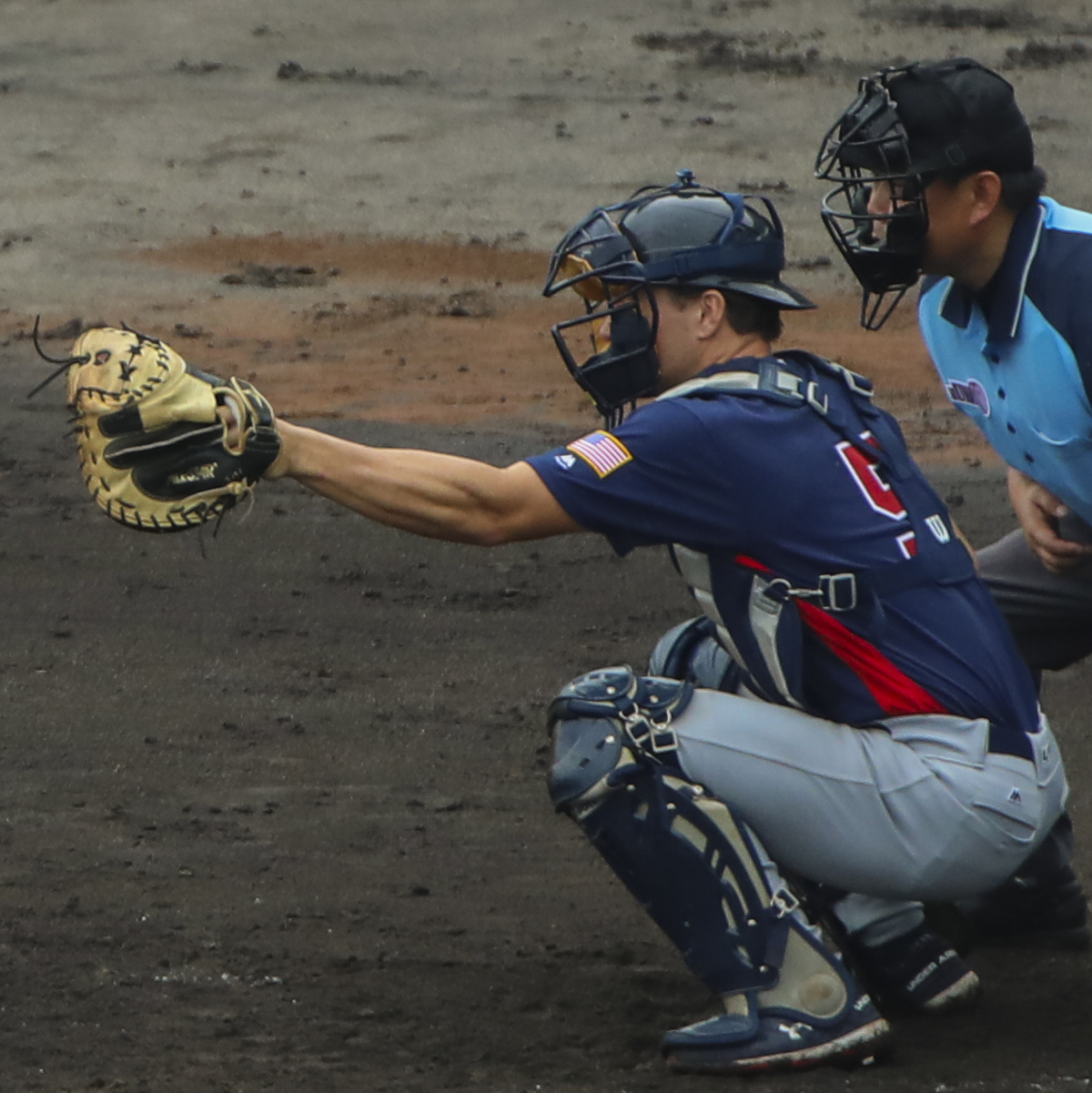
大学時代、アメリカ代表での試合にて
（2019年）

### プロ入りとジャイアンツ時代
2020年のMLBドラフト1巡目（全体13位）でサンフランシスコ・ジャイアンツから指名されプロ入り。契約金は380万ドル。
2021年に傘下のA+級ユージーン・エメラルズでプロデビューしたが、33試合で打率.185と不振で、ルーキー級アリゾナ・コンプレックスリーグ・ジャイアンツへ降格し、2試合でA級サンノゼ・ジャイアンツへ昇格した。最終的に3チーム合計で82試合に出場して打率.265、9本塁打、39打点を記録した。
2022年はA+級ユージーンで83試合に出場して打率.225、12本塁打、51打点を記録。守備では盗塁阻止率30%を記録し、マイナーリーグのゴールドグラブ賞を受賞した。
2023年はAA級リッチモンド・フライングスクウォーレルズで開幕を迎え、14試合に出場した後にAAA級サクラメント・リバーキャッツに昇格した。5月19日にはメジャー契約を結びアクティブ・ロースター入りし、同日のマイアミ・マーリンズ戦でメジャーデビューを果たした。

## 詳細情報

### 年度別打撃成績
| 年 度    | 球 団    | 試 合 | 打 席 | 打 数 | 得 点 | 安 打 | 二 塁 打 | 三 塁 打 | 本 塁 打 | 塁 打 | 打 点 | 盗 塁 | 盗 塁 死 | 犠 打 | 犠 飛 | 四 球 | 敬 遠 | 死 球 | 三 振 | 併 殺 打 | 打 率 | 出 塁 率 | 長 打 率 | O P S |
| -------- | -------- | ----- | ----- | ----- | ----- | ----- | -------- | -------- | -------- | ----- | ----- | ----- | -------- | ----- | ----- | ----- | ----- | ----- | ----- | -------- | ----- | -------- | -------- | ----- |
| 2023     | SF       | 97    | 353   | 326   | 29    | 76    | 18       | 1        | 7        | 117   | 48    | 1     | 0        | 2     | 1     | 21    | 0     | 3     | 100   | 8        | .233  | .285     | .359     | .644  |
| 2024     | SF       | 128   | 448   | 401   | 46    | 94    | 16       | 1        | 8        | 136   | 46    | 4     | 0        | 1     | 7     | 39    | 0     | 0     | 100   | 10       | .234  | .298     | .339     | .637  |
| MLB：2年 | MLB：2年 | 235   | 801   | 727   | 75    | 170   | 34       | 2        | 15       | 253   | 94    | 5     | 0        | 3     | 8     | 60    | 0     | 3     | 200   | 18       | .234  | .292     | .348     | .640  |

- 2024年度シーズン終了時

### 年度別守備成績
| 年 度 | 球 団 | 捕手（C） | 捕手（C） | 捕手（C） | 捕手（C） | 捕手（C） | 捕手（C） | 捕手（C） | 捕手（C） | 捕手（C） | 捕手（C） | 捕手（C） |
| 年 度 | 球 団 | 試 合     | 刺 殺     | 補 殺     | 失 策     | 併 殺     | 守 備 率  | 捕 逸     | 企 図 数  | 許 盗 塁  | 盗 塁 刺  | 阻 止 率  |
| ----- | ----- | --------- | --------- | --------- | --------- | --------- | --------- | --------- | --------- | --------- | --------- | --------- |
| 2023  | SF    | 94        | 740       | 50        | 13        | 2         | .984      | 8         | 88        | 63        | 25        | .284      |
| 2024  | SF    | 115       | 904       | 55        | 3         | 7         | .997      | 9         | 96        | 70        | 26        | .271      |
| MLB   | MLB   | 209       | 1644      | 105       | 16        | 9         | .991      | 17        | 184       | 133       | 51        | .277      |

- 2024年度シーズン終了時
- 各年度の太字はリーグ最高
- 各年度の太字年はゴールドグラブ賞受賞

### 表彰
- ゴールドグラブ賞（捕手部門）：1回（2024年）
- フィールディング・バイブル賞（捕手部門）：1回（2024年）

### 背番号
- 14（2023年 - ）

### 代表歴
- 2019年 第43回日米大学野球選手権大会アメリカ合衆国代表